# 原硅酸氧镥
原硅酸氧镥是一种无机化合物，化学式为Lu2OSiO4，是单斜晶系晶体，空间群I2/a或C2/c。它可由氧化镥和二氧化硅在氯化铯熔体中于高温反应得到。合成过程中添加二氧化铈可以得到铈掺杂的Lu2OSiO4，它可用作闪烁体。